# Guerra d'água
Guerra d'água e uma diversão realizada no domingo e na terça-feira de carnaval nas cidades fronteiriças de Ponta Porã (Brasil) e Pedro Juan Caballero (Paraguai).
Durante esses dias foliões saem às ruas com baloões cheios d'água e jogam em seus opositores em ruas demarcadas pela brincadeira. Sua origem é desconhecida, porém acredita-se que tenha originado com foliões que haviam pulado carnaval e desejava despertar os colegas da ressaca carnavalesca. É uma brincadeira saudável, porém existem pessoas que atuam de má fé e acabam mudando o ritmo da brincadeira, atirando balões congelados e alguns com tintas.